# Petershagen
Petershagen es un municipio situado en el distrito de Minden-Lübbecke, en el estado federado de Renania del Norte-Westfalia (Alemania), con una población a finales de 2016 de unos 25 335 habitantes.
Se encuentra ubicado al este del estado, en la región de Detmold, en el macizo de Wiehengebirge, a la orilla del río Weser y de la frontera con el estado de Baja Sajonia.